# Pterophorus ashanti
Pterophorus ashanti is een vlinder uit de familie vedermotten (Pterophoridae). De wetenschappelijke naam van deze soort is voor het eerst geldig gepubliceerd in 1995 door Arenberger.
De soort komt voor in het Afrotropisch gebied.